# NGC 1256
NGC 1256 é uma galáxia elíptica (E/SB0) localizada na direcção da constelação de Eridanus. Possui uma declinação de -21° 59' 11" e uma ascensão recta de 3 horas, 13 minutos e 58,1 segundos.
A galáxia NGC 1256 foi descoberta em 13 de Novembro de 1835 por John Herschel.